# Parlatoria pinicola
Parlatoria pinicola är en insektsart som beskrevs av Tang 1984. Parlatoria pinicola ingår i släktet Parlatoria och familjen pansarsköldlöss. Inga underarter finns listade i Catalogue of Life.